# Кобзистий Віктор Володимирович
Ві́ктор Володи́мирович Кобзистий (7 березня 1979, Кременчук, Полтавська область, УРСР — 29 грудня 2023, Львів, Львівська область, Україна) — український баскетболіст, тренер, майстер спорту України міжнародного класу.

## Біографія
З дитинства займався футболом та хокеєм, але через високий зріст довелося відмовитися від футболу. Був найкращим гравцем України серед 17-річних баскетболістів.
Грав за збірну України у фінальних частинах Чемпіонату Європи 2001 та 2005 рр.
Завершив кар'єру гравця влітку 2011 року.
У 2011—2014 рр. працював асистентом головного тренера київського «Будівельника», у 2014 — головним тренером дніпродзержинського «ДніпроАЗОТа».
З 2015 року — президент БК «Кремінь».
З 2016 року — також виступає за дублюючий склад клубу БК «Кремінь» у Вищій лізі.
Одружений, виховував двох синів.
Загинув 29 грудня 2023 року у Львові через обстріл російськими військами.

## Титули та досягнення як гравця
- Чемпіон України (2011)
- Віцечемпіон України (2010)
- Володар бронзових нагород чемпіонату України (2001)
- Віцечемпіон Універсіади (2005)
- Фіналіст Кубка виклику (2007)
- Володар Кубка УБЛ (2009)
- Віцечемпіон УБЛ (2009)
- Учасник Матчу зірок Суперліги (2009)
- Учасник двох Чемпіонатів Європи (2001, 2005)
- Учасник двох Універсіад (2003, 2005)

## Титули та досягнення як тренера
- Чемпіон України (2013, 2014)
- Володар Кубка Суперліги (2012)
- Володар Кубка України (2013)